# المكتب الوطني للمحاربين القدامى وضحايا الحرب
المكتب الوطني للمحاربين القدامى وضحايا الحرب ( الفرنسية: Office national des anciens combattants et victimes de guerre ( ONACVG ) هي وكالة حكومية فرنسية تابعة لوزارة القوات المسلحة الفرنسية . غرضها هو الاعتراف ودعم قدامى المحاربين وضحايا الحرب في البلاد، وتوجيه السياسة الوطنية بشأن النصب التذكارية للحرب وإحياء ذكراها.
الوكالة الحالية هي خليفة لمنظمة المحاربين القدامى التي أنشئت لأول مرة في عام 1916 أثناء الحرب العالمية الأولى . وقد خضعت لعدة عمليات اندماج مع منظمات ذات صلة بالمحاربين القدامى وضحايا الحرب. وقد تم توسيع نطاق ميثاقها ليشمل ضحايا الحوادث الإرهابية التي أعقبت هجمات باريس في نوفمبر/تشرين الثاني 2015 .

## أنظر أيضاً
- زهرة الذرة الفرنسية
- التاريخ العسكري لفرنسا
- فرنسا في الحرب العالمية الأولي
- فرنسا في الحرب العالمية الثانية

## روابط خارجية
- الموقع الرسمي (باللغة الفرنسية)
- ONACVG ، من القنصلية الفرنسية، بوسطن (باللغة الإنجليزية)